# Паспорт громадянина Монако
Паспорт громадянина Монако  — документ, що видається громадянам Монако для здійснення поїздок за кордон. У 2009 році їх було нараховано близько 6000.

## Візові вимоги для громадян Монако
Станом на 2017 рік громадяни Монако мають можливість відвідувати без візи в цілому 143 держав і територій. Згідно з Індексом обмежень візового режиму, паспорт став 14-м у світі.